# توني مارينو
توني مارينو (بالإنجليزية: Tony Marino)‏ (18 مايو 1912 بدوكيوسن في الولايات المتحدة - 1 فبراير 1937 ببروكلين في الولايات المتحدة) هو ملاكم أمريكي، صنّف ضمن فئة وزن الريشة ‏ ووزن البانتام ‏.

## إحصائيات
خاض خلال مسيرته 44 نزالا، فاز في 28 وتعادل في 2 وخسر في 14. فاز بالضربة القاضية في 7 نزالات.

## روابط خارجية
- توني مارينو على موقع بوكس ريك (الإنجليزية) (registration required)